# L'Adoration (Botticelli)
L'Adoration – en italien Adorazione del Bambino con san Giuseppe – est un tableau réalisé vers 1490-1500 par le peintre florentin Sandro Botticelli. Un tondo de 125,7 centimètres de diamètre, cette tempera sur bois représente l'adoration de l'Enfant Jésus par la Vierge Marie à côté de Joseph assoupi et devant un paysage où défilent de nombreux cavaliers. Don de la Samuel H. Kress Foundation en 1960, elle est conservée depuis au North Carolina Museum of Art, à Raleigh, en Caroline du Nord, aux États-Unis.